# Phlegra albostriata
Phlegra albostriata là một loài nhện trong họ Salticidae.
Loài này thuộc chi Phlegra. Phlegra albostriata được Eugène Simon miêu tả năm 1901.